# Hipercán
Un hipercán (del inglés hypercane, portmanteau entre hyper y hurricane), también conocido como megaciclón o megatifón, es una clase hipotética de huracanes extremos que podrían formarse si la temperatura del mar llega a alrededor de 50 °C, que es 14 °C más caliente que la temperatura marina más cálida jamás registrada. Dicho aumento puede ser causado por el impacto de un gran asteroide o de un cometa, por una erupción supervolcánica o bien por el calentamiento global generalizado.
Hay cierta especulación en que una serie de hipercanes contribuyeran a la desaparición de los dinosaurios.
La hipótesis sobre su formación y estructura fue enunciada por Kerry Emanuel, del MIT, que a su vez acuñó el término.

## Formación y Características
Según el modelo de Emanuel, para que se forme un hipercán la temperatura del océano tendría que ser igual o superior a 48 °C. A pesar de su intensidad, la tormenta que precedería su formación podría ser muy pequeña, en comparación con el tamaño medio de los huracanes: probablemente menos de 25 km²; no obstante sus corrientes de aire podrían llegar mucho más arriba en la atmósfera que los huracanes corrientes.

### Riesgos Potenciales

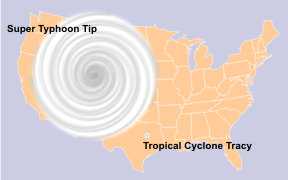
Comparación entre el Tifón Tip, el Ciclón Tropical Tracy y el área de los Estados Unidos. Un hipercán podría adoptar una gran gama de tamaños distintos, desde el tamaño del CT Tracy hasta cubrir casi toda América del Norte.

Los vientos de los hipercanes tendrían velocidades del orden de 800 km/h, lo que equivaldría a un viento de F9 en la Escala de Fujita, y también habría una presión central de menos de 70 kilopascales (700 mmHg), propocionando al sistema un enorme potencial de duración. En comparación, el ciclón más grande e intenso registrado fue el Tifón Tip del año 1979, con un viento del orden de 300 km/h (190 mph) y una presión central de 87 kpa (870 mmHg). De manera que este tipo de ciclón podría ser hasta ocho veces más intenso que los más fuertes registrados hasta ahora.
Las extremas condiciones necesarias para la formación de un hipercán podrían acabar produciendo un sistema atmosférico del tamaño de América del Norte, una marejada ciclónica de hasta 18 m y un ojo de unos 300 km de diámetro. Las aguas donde se originaría el hipercán podrían permanecer calientes durante semanas, fomentando la formación posterior de sistemas similares. Las nubes de un hipercán podrían llegar a alcanzar los 30 km de altura. Esto a su vez podría provocar perturbaciones en la capa de ozono terrestre, dado que las moléculas de agua dispersadas podrían reaccionar con el ozono y acelerar su descomposición en O2 y reducir su efecto de absorción de la luz ultravioleta.

## En la cultura popular
La trilogía de novelas de ciencia ficción de Peter F. Hamilton "The Night's Dawn Trilogy" describe una Tierra del siglo 24, donde el cambio climático incontrolado ha hecho de los hipercanes un hecho común. En el contexto de las novelas, los hipercanes son conocidos como "tormentas armada" (armada storms). Esta etiqueta fue creada con el primer hipercán registrado, como una extensión del famoso meme de la teoría del caos: si el aleteo de una mariposa puede crear una tormenta, un hipercán sólo puede ser la consecuencia del aleteo de una "armada" de mariposas volando al unísono. Los hipercanes también aparecen en la película The Day After Tomorrow (aunque de una manera distinta a la mencionada en este artículo). Además algunos creacionistas afirman que los hipercanes habrían golpeado con frecuencia en los tiempos del Diluvio Universal.